# Wadi Danhah
El Wadi Danhah (en árabe: وادي ضنحه‎, romanizado: Wādī Ḍanḥah)  es un valle o río seco, con caudal efímero o intermitente, que fluye casi exclusivamente durante la temporada de lluvias, situado en el emirato de Fuyaira, al este de los Emiratos Árabes Unidos. 
Es afluente, por la izquierda, del Wadi Al Fay, y forma una pequeña subcuenca hidrográfica de 13,5 km², que pertenece a la gran cuenca hidrográfica del Wadi Basseirah.

## Recorrido
El Wadi Danhah fluye de norte a sur, al oeste y casi en paralelo a la sierra del Jabal Wamm (825 m s. n. m.), y tiene una longitud total aproximada de 6,2 kilómetros.
Su principal fuente de origen está situada a una altitud aproximada de 710 m s. n. m., en la vertiente meridional del Jabal Ayuzah (1005 m s. n. m.), en territorio de Emiratos Árabes Unidos, pero a corta distancia del límite fronterizo con Omán.
En su curso alto, el wadi desciende con una moderada pendiente, aunque con un lecho lleno de rocas sueltas, desniveles repentinos y algunas cascadas secas que dificultan su recorrido, solo accesible con técnicas de escalada en roca.
En su curso medio, el Wadi Danhah forma una profunda garganta en donde la erosión producida por la corriente de agua ha dejado al descubierto sus multicolores capas de rocas sedimentarias estratificadas, muy pulidas y de alta dureza, predominando los tonos rojizos, ocres y blancos. 

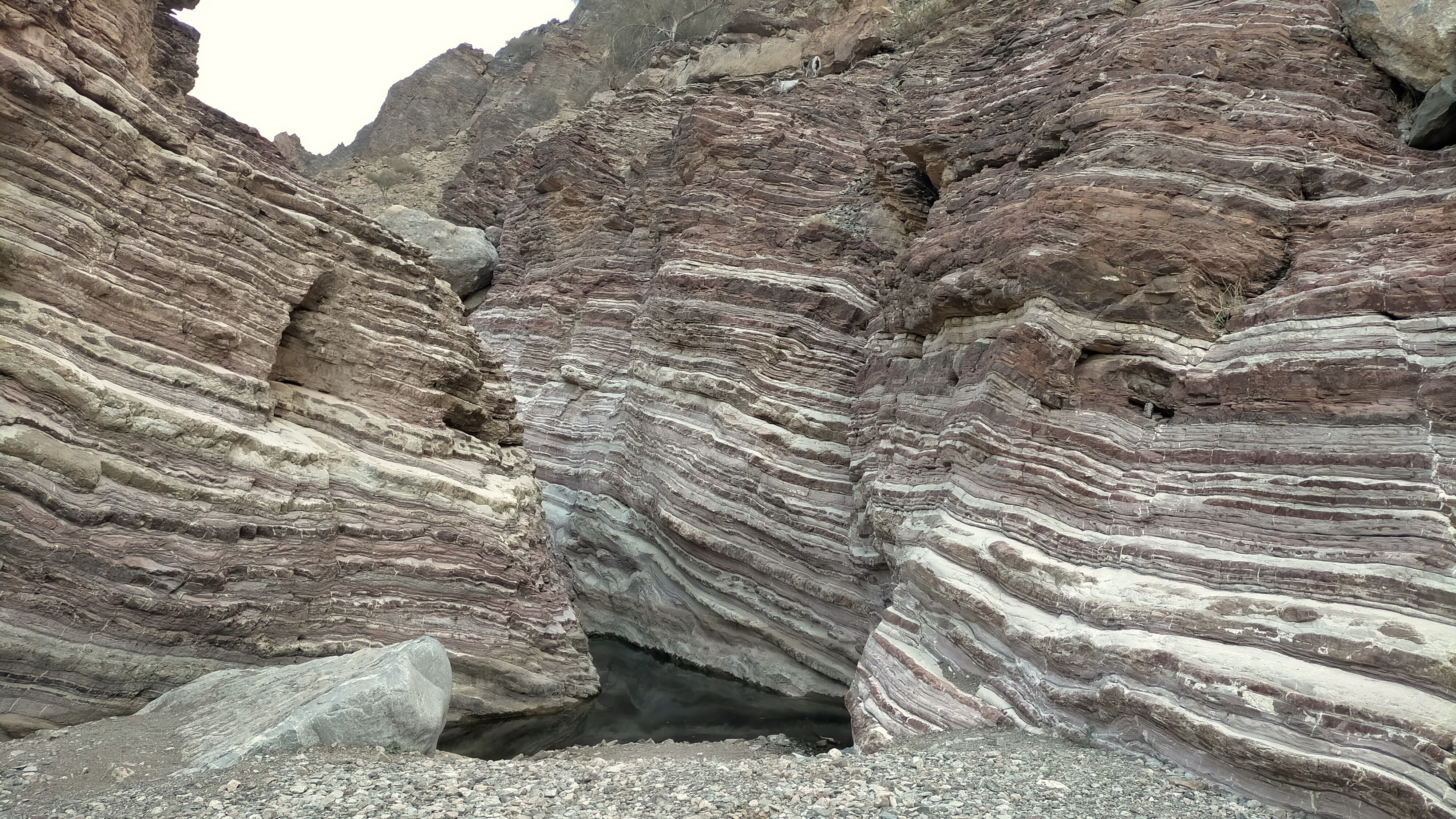
Wadi Danhah - Wadi Zanhah - Garganta y rocas estratificadas

Aunque la zona tampoco es de fácil acceso, este pintoresco paisaje atrae numerosos visitantes y se ha convertido en un popular destino turístico y de senderismo. A efectos publicitarios y de marketing, algunas empresas que promocionan visitas guiadas y actividades turísticas al aire libre se refieren al Wadi Danhah con los nombres de fantasía de Rainbow Valley o Spectrum Valley, y también con el nombre erróneo de Wadi Ghub.
En su curso bajo, dos kilómetros antes de su desembocadura, el Wadi Danhah pasa por la aldea de Danhah (en árabe: ضنحه‎), con una zona de pequeñas granjas, terrazas de cultivo y frondosos palmerales, que se ha visto muy afectada por la actividad de grandes canteras, actualmente abandonadas. En las inmediaciones del actual poblado se encuentran las ruinas de la vieja aldea, prácticamente destruida.
Junto a su desembocadura en el Wadi Al Fay, se encuentra el pueblo de Ghub, que se ha expandido en los últimos años al oeste de la zona central de la llanura aluvial de Dibba / Sayh Dibā (en árabe: سيح دبا‎).

## Presas y embalses
Como otras regiones de los EAU, el área geográfica del Wadi Danhah se ha visto ocasionalmente afectada por lluvias inusualmente intensas e inundaciones, pero hasta el momento no se han construido presas en su cauce.

## Toponimia
Nombres alternativos: Wādī Ḍanḥah, Wādī Ẓanḥah, Wadi Danhah, Wadi Zahah, Wadi Dhanha, Wadi Dhanhah, Wādī Z̧aḩah, Wadi Z̧anḩah.
El nombre del Wadi Danhah (con las grafías Wadi Dhanha y  Wādī Z̧anḩah), sus afluentes, montañas y poblaciones cercanas, quedaron registrados en la documentación y mapas elaborados entre 1950 y 1960 por el arabista, cartógrafo, militar y diplomático británico Julian F. Walker, durante los trabajos efectuados para el establecimiento de fronteras entre los entonces denominados Estados de la Tregua, completados más tarde, por el Ministerio de Defensa del Reino Unido, con mapas a escala 1:100 000 publicados a partir de 1971.
En el Atlas Nacional de Emiratos Árabes Unidos consta con la grafía Wādī Ḍanḥah (en árabe: وادي ضنحه‎).

## Población
La zona próxima al Wadi Danhah estuvo poblada principalmente por la tribu Sharqiyin, secciones o zonas tribales de Dhanahana,
Yamāmaḩah y Fuhūd.
En las proximidades del Wadi Danhah / Wadi Zahnah, existen vestigios arqueológicos que dan testimonio de la presencia humana en este territorio desde tiempos muy remotos.